# Salvatore Vella
Salvatore Vella (Erice, 20 giugno 1969) è un magistrato italiano, Procuratore Aggiunto presso il Tribunale di Agrigento dal 2018.
Dal luglio 2024 Procuratore della Repubblica presso il Tribunale di Gela (CL).

## Biografia
Dal 2012 fino al 2018 è stato sostituto procuratore presso la Procura di Agrigento.
Ha cominciato la sua attività di pubblico ministero a Sciacca, dove è stato sotto scorta per minacce ricevute.
Dal 2004 al 2011 e dal 2014 al 2016 è stato applicato alla Direzione distrettuale antimafia presso la Procura della Repubblica di Palermo.
È stato coassegnatario di diversi procedimenti penali per reati di criminalità organizzata di stampo mafioso e altro. Si ricordano in particolare le inchieste “Face Off" e "Scacco Matto".
Inoltre, è studioso e conoscitore del contrasto all'immigrazione clandestina; nell’ambito della sua attività ricordiamo il coordinamento dell’inchiesta "Voodoo" e il recente coordinamento dell’inchiesta sul blocco degli sbarchi in Italia di migranti su navi umanitarie.
Nel 2011 è autore, insieme a Mauro Baricca e Demetrio Pisani, del libro La forza del gruppo che ha venduto oltre 10 000 copie, in cui vengono citati anche episodi di mafia ed esempi di imprenditori che hanno denunciato il racket come Ignazio Cutrò.